# No Regrets
No Regrets är det fjärde albumet av hårdrocksbandet Hardcore Superstar, utgivet 27 augusti 2003.
Förstasingeln Honey Tongue släpptes den 17 juli och framfördes på TV4:s tak i Nyhetsmorgon. Detta orsakade kraftiga klagomål från kvarterets grannar och ledde till TV4 i fortsättningen inte tilläts ha fler högljudda spelningar utomhus.
Musikvideon till andrasingeln Still I'm Glad är en hommage till videon för London Calling med The Clash.

## Låtlista
1. Wall of Complaint
2. No Regrets
3. Breakout
4. Soul of Sweetness
5. Honey Tongue
6. Still I'm Glad
7. Bring Me Back
8. Pathetic Way of Life
9. It's So True
10. Why Can't You Love Me Like Before
11. Last Great Day
12. I Can't Change
13. You Know Where We All Belong